# Lauren Cox
Lauren Cox (Leamington Spa, 27 de noviembre de 2001) es una deportista británica que compite en natación, especialista en el estilo espalda. Ganó una medalla de bronce en el Campeonato Mundial de Natación de 2023, en la prueba de 50 m espalda.

## Palmarés internacional
| Campeonato Mundial | Campeonato Mundial | Campeonato Mundial | Campeonato Mundial |
| Año                | Lugar              | Medalla            | Prueba             |
| ------------------ | ------------------ | ------------------ | ------------------ |
| 2023               | Fukuoka (Japón)    | Medalla de bronce  | 50 m espalda       |